# A cappella

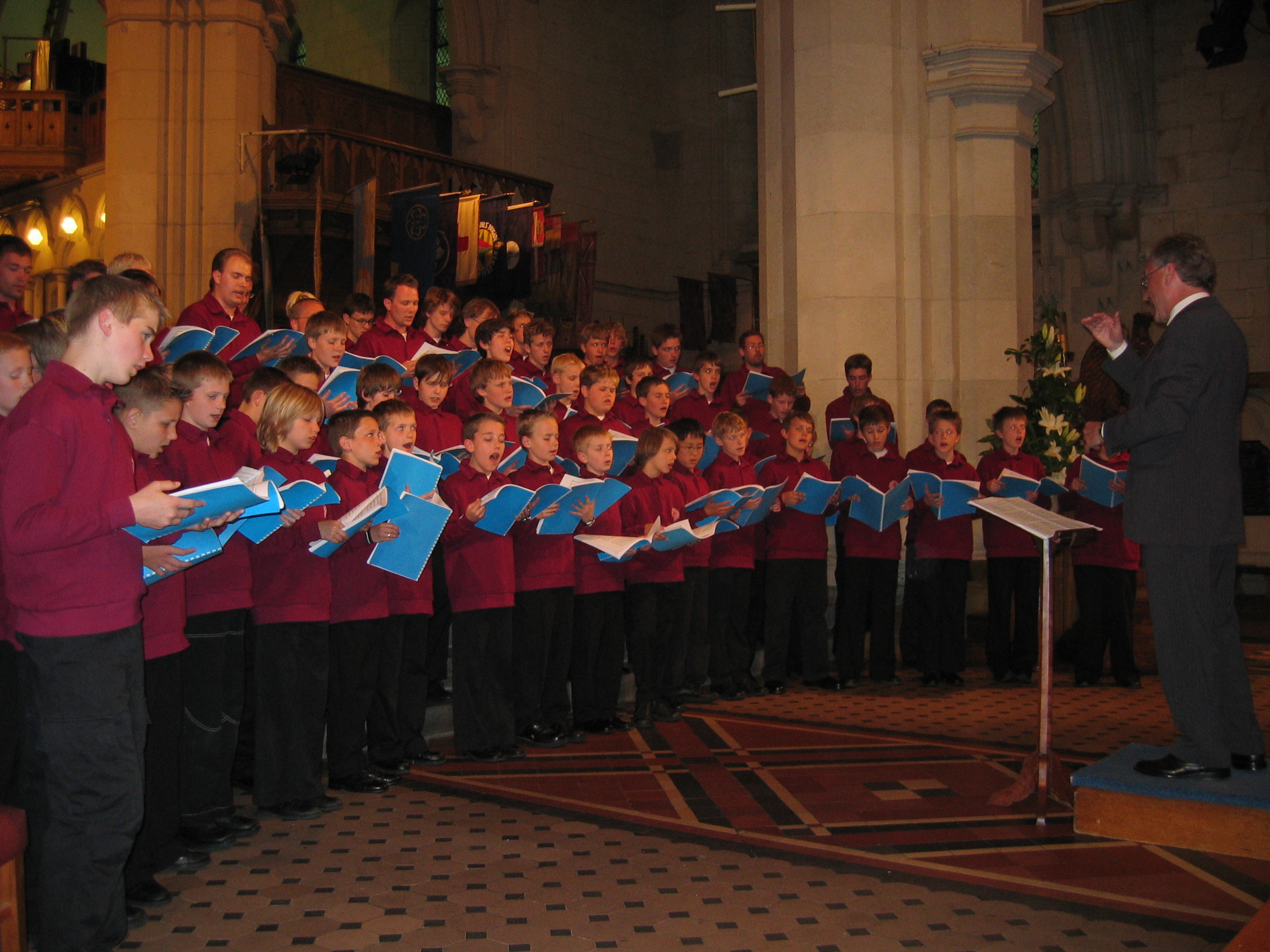
Chór Roskilde Cathedrals Boys śpiewający a cappella (2004)

A cappella [a kapˈpɛlla] (pol. „jak w kaplicy”, w luźnym tłumaczeniu: „w stylu kościelnym”) – styl muzyczny polegający na wykonywaniu przez chór utworów wielogłosowych bez towarzyszenia instrumentów. Ów styl wykształcił się na gruncie muzyki kościelnej XVI wieku, a jego teoretyczne dookreślenie dokonało się w teorii muzyki w I połowie XVII wieku.
Początkowo termin a cappella odnosił się do wykonawstwa muzyki sakralnej, w obecnie używanym znaczeniu jest to każdy rodzaj kompozycji (i techniki) chóralnej, wykonywanej bez towarzyszenia instrumentów. Styl a cappella narodził się w czasach kompozytora Josquin des Prés pod koniec XV wieku, a popularność osiągnął w wieku XVI, kiedy to kompozytor Giovanni Pierluigi da Palestrina pisał utwory wykonywane w watykańskiej kaplicy Sykstyńskiej. W kompozycjach tego rodzaju nie zamieszczano żadnych informacji dotyczących akompaniamentu, który miał towarzyszyć śpiewowi. Do wieku XVII śpiew a cappella ustąpił miejsca wokalno-instrumentalnemu stylowi kantatowemu.
W Polsce najwybitniejszym przedstawicielem stylu a cappella był Wacław z Szamotuł.